# Клаудио Вила
Клаудио Вила (на италиански: Claudio Villa), роден Калудио Пика (на италиански: Claudio Pica) е италиански певец и композитор. Той записва над 3000 песни, продава 45 милиона плочи и се появява в двадесет и пет музикални комедии по време на кариерата си.
Заедно с Доменико Модуньо, той държи рекорда за най-много победи на музикалния фестивал в Сан Ремо като печели конкурса през 1955 г., 1957 г., 1962 г. и 1967 г.. Печели и други музикални конкурси.
Клаудио Вила участва в конкурса на Евровизия през 1962 г. като завършва девети и през 1967 г. когато завършва на единадесето място.
Умира през 1987 г. от сърдечен удар, като смъртта му е обявена на живо по италианската телевизия по време на последната вечер на музикалния фестивал в Сан Ремо през 1987 година. Неговият гроб, заобиколен от барелефи и стенописи, направени по повод на 20-годишнината от смъртта му, се намира в гробището Сан Себастиано, в района на Рим, където живее в продължение на много години.